# Делобанк
Делобанк — онлайн-банк для предпринимателей, работающей на базе действующего банка Синара и зарегистрированный, как его филиал. Является частью промышленно-финансовой группы Синара.
Основной акционер — банк Синара. Работа банка рассчитана на малый и микробизнес.
Филиал банка Синара (на момент регистрации ПАО «СКБ-банк») был зарегистрирован в марте 2018 года под названием «Делобанк».

## История
Февраль 2018 — открытие филиала СКБ-банка «Делобанк»
Январь 2020 — Делобанк занял третье место в «Юзабилити-рейтинге банков для индивидуальных предпринимателей 2020» (USABILITYLAB)
Март 2020 — запущен сервис «Куайринг» — сервис оплаты товаров и услуг с помощью QR-кодов через Систему быстрых платежей (СБП)
Сентябрь 2020 — Делобанк обновил тарифную линейку опросив предпринимателей
Сентябрь 2020 — запущены переводы от юридических лиц в адрес физического лица через Систему Быстрых Платежей
Август 2020 — приложение банка заняло первое место в рейтинге лучших мобильных банков для малого и среднего бизнеса для предпринимателей и руководителей организаций (по версии Markswebb)
Ноябрь 2020 — интернет-банк Делобанка занял первое место в рейтинге интернет-банков для торгово-сервисных предприятий(по версии Markswebb)

## Собственники и руководство
Подчиняется российской финансово-промышленной Группе Синара. Руководитель филиала и директор — Кузьмина Ирина А.

## Оценки РА и продукты
Онлайн-сервис ДелоБанк вошел в ТОП-3 лучших сервисов для бизнеса (рейтинг Business Internet Banking Rank 2018 от Markswebb).
Markswebb в 2019 году провел исследование Business Banking Fees Monitoring, в котором обозначил Делобанк, как самый выгодный для ИП-фрилансеров и торговых точек.
Business Mobile Rank в 2019 году присвоил первые места во всех номинациях приложению банка для версий смартфонов на Android и iPhone.
В 2020 году Markswebb дважды присудил первые места Делобанку. В августе приложение банка заняло первое место в рейтинге лучших мобильных банков для малого и среднего бизнеса для предпринимателей и руководителей организаций, а в ноября интернет-банк занял первое место в рейтинге интернет-банков для торгово-сервисных предприятий.
Банк ведет расчетно-кассовое обслуживание, предоставляет услуги эквайринга, онлайн-кассы, онлайн-бухгалтерии, открывает депозиты, производит расчет и оплату налогов, проводит юридические консультации и проводит подробную аналитику.